# Nogent-i Guibert
Nogent-i Guibert (1055 körül – 1124) latin nyelven író középkori francia bencés történetíró, teológus és memoáríró. Kevéssé volt ismert író a maga korában, a kutatók figyelmét is csak az utóbbi időben keltették fel írásai, amelyek betekintést nyújtanak a középkori gondolkodásba és mindennapokba.

## Élete
Kisnemesi családban született Clermont-en-Beauvaisis-ben. Monodiae című írásában azt állította, hogy szülei hétévnyi házassága után sikerült csak édesanyjának teherbe esnie. Leírja, hogy a szülésbe majdnem ő is és anyja is belehalt, szülei ezért Szűz Mária oltáránál egyházi életre ajánlották fel őt, ha életben marad. Egy évvel születése után apja, akit erőszakosnak, hitetlennek, és túlzásokra hajlamos embernek írt le, meghalt. Guibert maga ezt áldásnak láttatja, mivel biztos volt abban, hogy apja arra kényszerítette volna, hogy lovag legyen, és ezzel megsértette volna a Szent Szűznek tett esküjét.
Anyja zsarnokoskodásra hajlamos, intelligens, gyönyörű és vakbuzgó volt. Guibert olyan sokat írt róla, hogy a kutatók feltételezik, talán ez a túlzott Ödipusz-komplexus jele lehetett nála. Anyja meghatározta fia taníttatását és elzárva őt kortársaitól, magántanítót fogadott fel. A tanító, akit Guibert brutálisan szigorúnak, de inkompetensnek írt le, 6 és 12 éves kora közt oktatta.
Annak hibái ellenére szoros kötelék alakult ki közte és tanítója között. Guibert 12 éves kora körül anyja kolostorba vonult Saint-Germer-de-Fly mellett, ahova ő is hamarosan követte. Itt lépett be a bencések közé, ahol Ovidius és Vergilius tanulmányozásának szentelte magát. Ez nyomot hagyott írói stílusán is. Egy idő után Anselm de Bec, a későbbi canterburyi érsek hatására teológiával kezdett foglalkozni.
1104-ben Nogent-sous-Coucy kolostorának (alapítva: 1059) apátjává választották. Emiatt kapcsolatba került püspökökkel és a királyi udvar tagjaival is. Ekkortól kezdett el feljegyzéseket írni. Első műve a Dei gesta per Francos (kb. Isten frankok által végbevitt művei), melyben az első keresztes hadjárat történetét dolgozta föl, jórészt Foucher de Chartres-ra támaszkodva. Művét 1108-ban fejezte be, majd 1121-ben kiegészítette. Felbecsülhetetlen forrás arra nézve, miképp fogadták a kortársak Franciaországban a keresztes háborúk hírét. Személyesen ismert keresztes lovagokat, illetve megfigyelte az emberek viselkedését.
Önéletrajza a De vita sua sive monodiarum suarum libri tres, vagy Monodiae (kb. Életéről, avagy magányoságok három könyve vagy Magányosságok) 1115 körül készült, Hippói Szent Ágoston Vallomásainak mintájára. Guibert végigveszi életének történetét gyermekkorától felnőttségéig, felvillantva korának szokásait és társadalmi viszonyait. Az első könyvben a gyermekkorát és felnőtté válását írja meg, a második könyv kolostorának rövid története, a harmadik pedig egy laoni felkelés rövid leírása. Szenvedélyes, olykor elfogult hangja kiválóan felhasználható a középkori mikrotörténelem feltárásához.

## Művei
- De virginate opusculum
- Moralium Geneseos libri decem
- Tractatos de Incarnatione contra Judaeos
- Dei gesta per Francos